# Aetoxylon
Aetoxylon é um género botânico pertencente à família Thymelaeaceae.

## Espécies
Apresenta uma única espécie:
- Aetoxylon sympetalum